# Luzonichthys
Luzonichthys – rodzaj ryb okoniokształtnych z rodziny strzępielowatych.

## Klasyfikacja
Gatunki zaliczane do tego rodzaju:
- Luzonichthys earlei
- Luzonichthys microlepis
- Luzonichthys taeniatus
- Luzonichthys waitei
- Luzonichthys whitleyi
- Luzonichthys williamsi